# Lepidosaphes abietis
Lepidosaphes abietis är en insektsart som först beskrevs av Victor Antoine Signoret 1870.  Lepidosaphes abietis ingår i släktet Lepidosaphes och familjen pansarsköldlöss. Inga underarter finns listade i Catalogue of Life.